# Волощук Сергій Сергійович
Сергій Сергійович Волощук (1991—2023) — український військовослужбовець, молодший сержант Збройних Сил України, учасник російсько-української війни, який відзначився під час відбиття російського вторгнення в Україну. Герой України (2025, посмертно).

## Життєпис
Народився 31 травня 1991 року в селі Веселинове Миколаївської області. Після закінчення місцевої школи навчався у Вознесенському професійному ліцеї де здобув спеціальність електрогазозварювальника.
Брав участь у відбитті російської агресії на сході України, внаслідок поранення був комісований.
Після початку повномасштабної війни долучився до сил оборони України.
Загинув 20 липня 2023 року поблизу села Стариця Харківської області.
13 червня 2025 року Президент України Володимир Зеленський передав ордени «Золота Зірка» рідним загиблих Героїв, які удостоєні цього звання посмертно, серед яких Сергій Волощук. Під час заходу повідомлялося, що молодший сержант Волощук «20 липня 2023 року як бойовий медик виконував завдання на Харківщині. Підірвався на міні, коли їхав в авто. Попри поранення вступив у стрілецький бій із ворожою ДРГ та змусив її відійти. Завдяки цьому Сергій Волощук урятував життя багатьом воїнам, але сам загинув...».

## Нагороди
- Звання Герой України з удостоєнням ордена «Золота Зірка» (2 січня 2025, посмертно) — за особисту мужність і героїзм, виявлені у захисті державного суверенітету та територіальної цілісності України, самовіддане служіння Українському народові[2].